# Aubres
Aubres ist eine südfranzösische Gemeinde mit 422 Einwohnern (Stand 1. Januar 2022) im Département Drôme in der Region Auvergne-Rhône-Alpes. Sie gehört zum Kanton Nyons et Baronnies und zum Kommunalverband Baronnies en Drôme Provençale.

## Geografie
Aubres liegt am Ufer der Eygues im Süden des Départements Drôme, etwa 56 Kilometer nordöstlich von Avignon und 2,8 Kilometer nordöstlich von Nyons, dem Sitz der Unterpräfektur des Arrondissements Nyons auf einer mittleren Höhe von 744 Metern über dem Meeresspiegel. Die Mairie und der Hauptteil der Gemeinde liegen allerdings im Tal Ravin de Suffie auf einer Höhe von 290 Metern. Nachbargemeinden sind Les Pilles und Châteauneuf-de-Bordette. Das Gemeindegebiet hat eine Fläche von 20,27 Quadratkilometern.
Aubres ist einer Klimazone des Typs Cfb (nach Köppen und Geiger) zugeordnet: Warmgemäßigtes Regenklima (C), vollfeucht (f), wärmster Monat unter 22 °C, mindestens vier Monate über 10 °C (b). Es herrscht Seeklima mit gemäßigtem Sommer.

## Geschichte
Der Ortsname Aubres wird aoubré ausgesprochen und entspricht damit der provenzalischen Aussprache des französischen Worts arbre, ‚Baum‘. Das Vieux Village (‚alte Dorf‘) stammt aus dem Mittelalter.
1793 erhielt Aubres im Zuge der Französischen Revolution (1789–1799) den Status einer Gemeinde und 1801 durch die Verwaltungsreform unter Napoleon Bonaparte (1769–1821) das Recht auf kommunale Selbstverwaltung.
Am 14. September 1836 fiel bei Aubres ein 800 Gramm schwerer Meteorit zur Erde. Der Fund zeigte eine sehr seltene, zuvor unbekannte Zusammensetzung, sodass nach ihm die gesamte Meteoritenklasse als Aubrite benannt wurde.
Die Fassade der Kirche Sainte-Thérèse wurde im Jahr 2000 renoviert.

### Bevölkerungsentwicklung
| Jahr                       | 1793 | 1846 | 1872 | 1926 | 1975 | 1999 | 2008 | 2016 |
| -------------------------- | ---- | ---- | ---- | ---- | ---- | ---- | ---- | ---- |
| Einwohner                  | 320  | 348  | 296  | 199  | 207  | 349  | 426  | 415  |
| Quellen: Cassini und INSEE |      |      |      |      |      |      |      |      |

## Wirtschaft und Infrastruktur
Früher war die Landwirtschaft der Haupterwerbszweig in Aubres, vor allem die Nutztierhaltung von Schafen und Ziegen, Getreideanbau und Olivenanbau zur Ölproduktion. Es wurden auch in geringem Ausmaß Seidenraupen gezüchtet. Dann wurde verstärkt Obstbau, vor allem Anbau von Kirschen und Aprikosen, sowie Weinbau betrieben. Trotz des strengen Frosts im Winter 1956 konnte sich der Olivenanbau halten. Seit einigen Jahren ist die Zahl der Bauern, die von der Landwirtschaft leben, zurückgegangen.
Das Wachstum der Bevölkerung ist auf die semi-industriellen, handwerklichen und touristischen Betriebe zurückzuführen, vor allem auf die Kiesherstellung, Maler und Lackierer, Fliesenleger, Installateure, Restaurants und den Campingplatz.
Es gibt eine öffentliche Primarschule in Aubres.